# Pasch (Spiel)

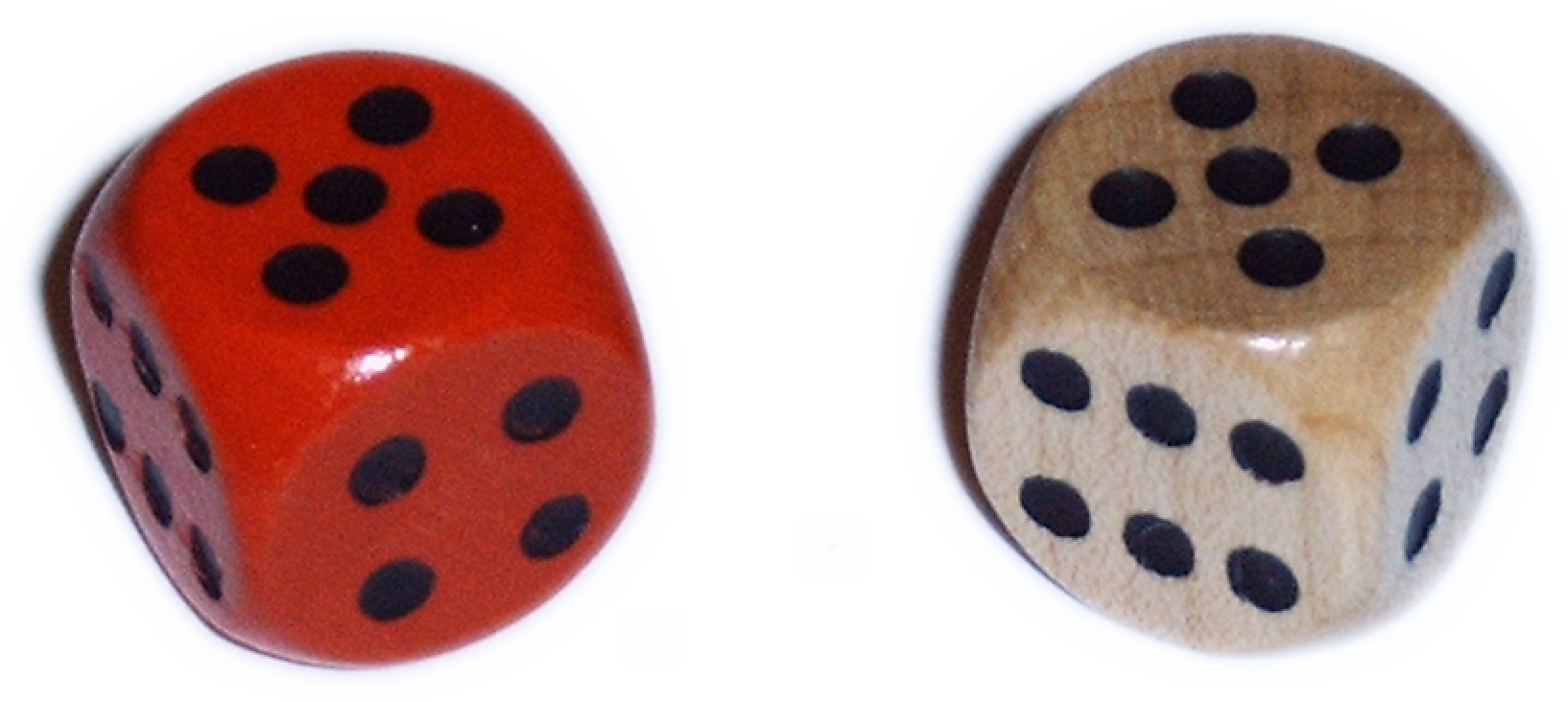
Pasch Fünf bei Würfeln

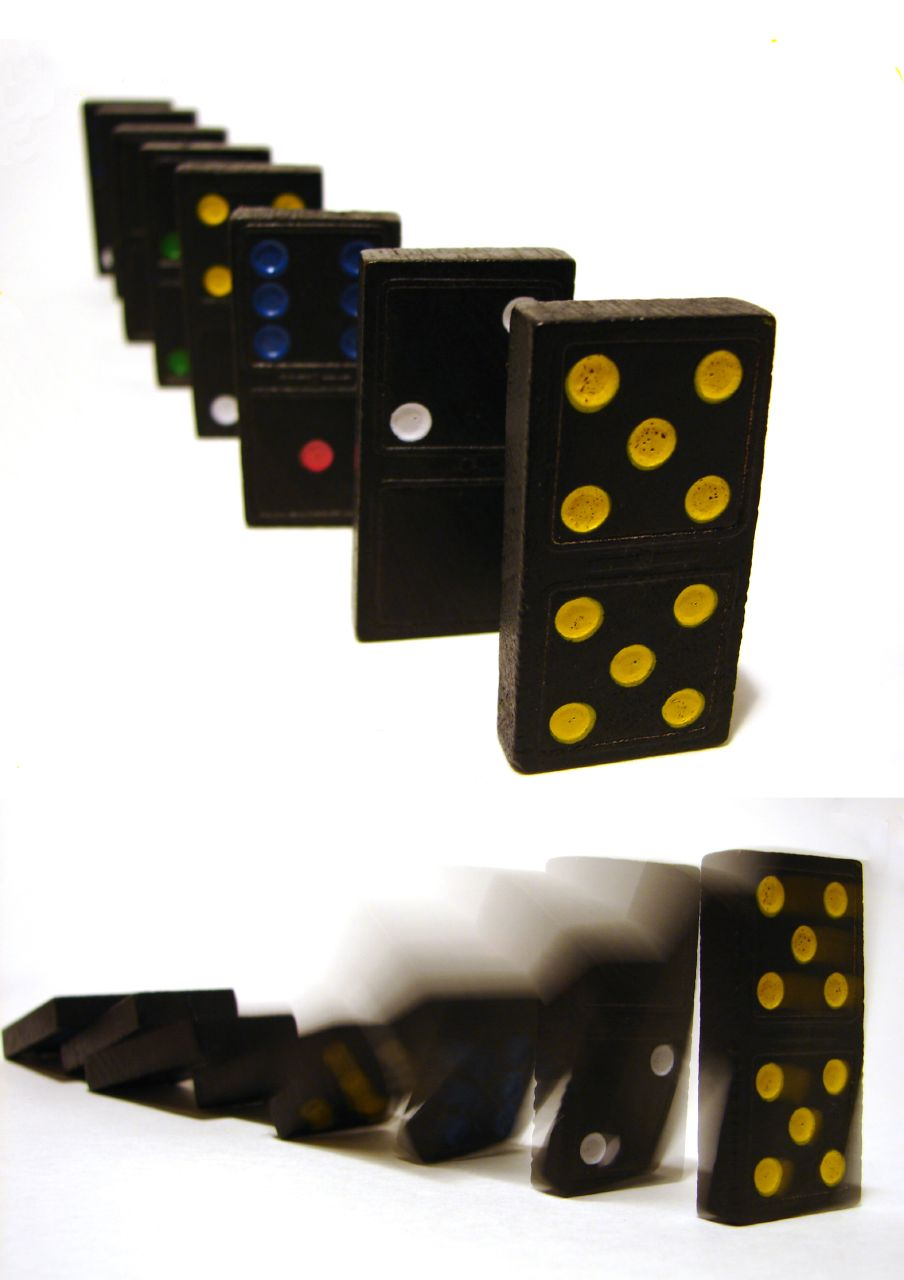
Pasch 5 beim Domino

Der Begriff Pasch bezeichnet bei Spielen
1. einen Wurf mit mehreren Würfeln bei Würfel- oder Brettspielen, bei dem zwei oder mehr Würfel die gleiche Augenzahl zeigen.[1] Man spricht dabei von einem x-er-Pasch (Dreier-Pasch, Vierer-Pasch usw.), wenn zwei oder mehr Würfel die gleiche Punktzahl zeigen. Die Wahrscheinlichkeit bei n Würfeln beträgt für einen beliebigen Pasch {\displaystyle (1/6)^{n-1}}, für einen bestimmten Pasch {\displaystyle (1/6)^{n}}. Bei einem Wurf mit zwei Würfeln beträgt z. B. die Wahrscheinlichkeit für einen beliebigen Pasch 1/6 und für einen bestimmten Pasch 1/36.
2. einen Dominostein mit gleicher Punktzahl auf den beiden Hälften. Beim normalen Domino existieren sieben Paschsteine (von Doppelsechs bis Doppelnull) und beim großen Domino existieren zehn (von Doppelneun bis Doppelnull).[2]

## Etymologie
Das Wort Pasch wird etymologisch abgeleitet von dem alten französischen Würfelspiel namens Passe-dix (= überschreite zehn). Hierbei wird mit drei Würfeln gespielt. Es gewinnt, wer mehr als zehn Augen wirft, wenn dabei zwei oder alle drei Würfel die gleiche Augenzahl aufweisen. Das niederländische Wort für Würfelspiel, nämlich paschendise oder auch passediesje, beruht auf dieser Bezeichnung. So erhielt der Pasch seine heutige deutsche Bedeutung.